# RER C
RER C – linia paryskiej kolei aglomeracyjnej (szybkiej kolei miejskiej) RER (Réseau Exprès Régional), przecinająca aglomerację Paryża wzdłuż osi północ-południe na powierzchni i tunelami (w samym mieście). 
Linię tę utworzono w latach 70. XX w. Linia RER C służy za środek lokomocji nie tylko mieszkańcom Paryża i regionu, ale także licznym turystom ponieważ można nią dojechac do największych atrakcji Paryża i regionu: wieżę Eiffla, katedrę Notre-Dame, Bibliotekę Narodową, Muzeum Quai Branly, Musée d’Orsay, Muzeum Armii (Invalides), pałac wersalski – w jednym z zakończeń wariantowych (patrz: schemat).